# روبرتو ناسيمنتو دوس سانتوس
روبرتو ناسيمنتو دوس سانتوس هو لاعب كرة قدم برازيلي في مركز الهجوم، ولد في 5 سبتمبر 1987 في ماسايو في البرازيل. لعب مع نادي سبارتاك ترنافا.

## وصلات خارجية
- روبرتو ناسيمنتو دوس سانتوس على موقع قاعدة بيانات كرة القدم.إي يو (الإنجليزية)
- روبرتو ناسيمنتو دوس سانتوس على موقع Soccerway.com (الإنجليزية)